# Luis Zubeldía
Luis Francisco Zubeldía (Santa Rosa, 13 de janeiro de 1981) é um treinador e ex-futebolista argentino que atuava como meio-campista. Atualmente está sem clube.

## Carreira
Luis Zubeldía começou sua carreira como jogador no Lanús, mas devido a uma grave lesão na perna, aposentou-se com apenas 23 anos. Também disputou a Copa do Mundo Sub-17 pela Argentina, em 1997 e 1999.

### Lanús
Em 2008, ao assumir o próprio Lanús com apenas 27 anos, tornou-se o técnico mais jovem da história da elite argentina.
Após perder para o Vélez Sarsfield, foi demitido da equipe em novembro de 2010.

### Barcelona de Guayaquil
Em 2011 assumiu o comando do Barcelona de Guayaquil. Foi demitido do cargo um ano depois.

### Racing
Entre 2013 e 2015, ficou no comando do Racing da Argentina.

### LDU Quito
O treinador teve a sua primeira passagem pela LDU Quito em 2015, onde ficou apenas um ano, até 2016.

### Santos Laguna
Zubeldía assumiu o comando do Santos Laguna no dia 1 de janeiro de 2016, onde ficou por apenas sete meses. O treinador venceu nove partidas pela equipe, empatou outras nove e perdeu 12.

### Independiente Medellín
Em 2017 assumiu o comando do Independiente Medellín e no mesmo ano foi demitido.

### Alavés
Um mês depois de ser demitido do Independiente, assumiu o comando do Alavés, da Espanha, onde ficou por apenas dois meses.

### Cerro Porteño
No dia 5 de fevereiro de 2018, foi contratado pelo Cerro Porteno. No entanto, deixou o comando do time seis meses depois.

### Retorno ao Lanús
Após 10 anos, acertou seu retorno ao Lanús em 2018. O treinador ficou por três anos no comando do clube argentino, até 2021, onde conseguiu 53 vitórias, 26 empates e 41 derrotas.

### Retorno à LDU
No dia 22 de abril de 2022, retornou à LDU após oito anos. Já no ano seguinte, o treinador conseguiu conduzir a equipe em dois títulos: o da Copa Sul-Americana e o do Campeonato Equatoriano. Especulado em outros clubes, Zubeldía deixou os Azucenas em janeiro de 2024.

### São Paulo
Foi anunciado como novo técnico do São Paulo em abril de 2024, substituindo Thiago Carpini. Realizou sua estreia no dia 25 de abril, numa vitória por 2 a 0 contra o Barcelona de Guayaquil, válida pela fase de grupos da Libertadores.
Após uma má sequência no Campeonato Brasileiro, em junho de 2025, Zubeldía pediu demissão do São Paulo. Foram 85 partidas desde a chegada, em abril de 2024. No período, o time acumulou 38 vitórias, 27 empates e 20 derrotas.

## Estatísticas
Atualizadas até 12 de junho de 2025
| Clube                  | País      | Início                 | Término                | Jogos | Jogos | Jogos | Jogos | Jogos | Jogos | Jogos | Jogos | Jogos               | Ref                 |
| Clube                  | País      | Início                 | Término                | J     | V     | E     | L     | GP    | GC    | SG    | %     |                     | Ref                 |
| ---------------------- | --------- | ---------------------- | ---------------------- | ----- | ----- | ----- | ----- | ----- | ----- | ----- | ----- | ------------------- | ------------------- |
| Lanús                  | Argentina | 15 de junho de 2008    | 15 de novembro de 2010 | 105   | 47    | 28    | 30    | 144   | 128   | 16    | 53.65 | [ 8 ]               | [ 8 ]               |
| Barcelona SC           | Equador   | 24 de junho de 2011    | 10 de abril de 2012    | 31    | 16    | 8     | 7     | 43    | 27    | 16    | 60.22 | [ 9 ]               | [ 9 ]               |
| Racing Club            | Argentina | 15 de abril de 2012    | 25 de agosto de 2013   | 59    | 22    | 14    | 23    | 74    | 66    | 8     | 45.2  | [ 10 ]              | [ 10 ]              |
| LDU Quito              | Equador   | 26 de novembro de 2013 | 21 de dezembro de 2015 | 96    | 48    | 28    | 20    | 135   | 86    | 49    | 59.72 | [ 8 ]               | [ 8 ]               |
| Santos Laguna          | México    | 22 de dezembro de 2015 | 15 de agosto de 2016   | 24    | 8     | 6     | 10    | 33    | 37    | -4    | 41.67 | [ 11 ]              | [ 11 ]              |
| Independiente Medellín | Colômbia  | 14 de dezembro de 2016 | 6 de junho de 2017     | 30    | 17    | 4     | 9     | 47    | 37    | 10    | 61.11 | [ 8 ]               | [ 8 ]               |
| Alavés                 | Espanha   | 16 de junho de 2017    | 17 de setembro de 2017 | 4     | 0     | 0     | 4     | 0     | 7     | -7    | 0     | [ 8 ]               | [ 8 ]               |
| Cerro Porteño          | Paraguai  | 5 de fevereiro de 2018 | 20 de agosto de 2018   | 35    | 19    | 9     | 7     | 59    | 32    | 27    | 62.86 | [ 8 ]               | [ 8 ]               |
| Lanús                  | Argentina | 3 de setembro de 2018  | 12 de dezembro de 2021 | 120   | 53    | 26    | 41    | 184   | 168   | 16    | 51.39 | [ 8 ]               | [ 8 ]               |
| LDU Quito              | Equador   | 22 de abril de 2022    | 10 de janeiro de 2024  | 71    | 40    | 22    | 9     | 130   | 69    | 61    | 66.67 | [ 8 ] [ 12 ] [ 13 ] | [ 8 ] [ 12 ] [ 13 ] |
| São Paulo              | Brasil    | 20 de abril de 2024    | 16 de junho de 2025    | 85    | 38    | 27    | 20    | 96    | 63    | 33    | 58.1  | 58.1                |                     |
| Total                  | Total     | Total                  | Total                  | 587   | 279   | 147   | 161   | 871   | 667   | 204   | 55.88 |                     |                     |

## Títulos
LDU Quito
- Copa Sul-Americana: 2023
- Campeonato Equatoriano: 2023